# Ектор Бейерин
Ектор Бейерин Моруно  (роден на 19 март 1995 в Барселона), е испански футболист, играе като десен бек и се състезава за испанския Реал Бетис.

## Клубна кариера

### Ранна кариера
Роден в Барселона, Каталуния, Бейерин започва кариерата си в академията на местния ФК Барселона. През лятото на 2011 година се премества в английския Арсенал. През юли 2013 година подписва първия си професионален договор с лондонския отбор. Първия си мач за клуба изиграва в третия кръг на турнира за Купата на Лигата срещу Уест Бромич Албиън на 25 септември 2015 година. Появява се в 95-ата минута, заменяйки Микел Артета.
На 22 ноември 2013 година Бейерин преминава под наем в клуба от Чемпиъншип Уотфорд до края на януари 2014 година. Дебюта си за този отбор прави срещу Йовил Таун.
На 3 януари удължава договора си за наем до края на сезона, но на 18 февруари 2014 година Арсенал го привиква обратно.

### Сезон 2014/15
На 16 септември 2014 година, заради контузите на Матийо Дебюши, Калъм Чембърс и Начо Монреал, Бейерин прави своя дебют в Шампионска лига при загубата с 2 – 0 от Борусия Дортмунд в среща, играна на Сигнал Идуна Парк. Na 1 февруари 2015 година вкарва първия си гол за клуба при победата с 5 – 0 над Астън Вила. На 4 април вкарва първото попадение в срещата при победата с 4-1 над Ливърпул. Бейерин започва като титуляр във финала на ФА Къп срещу Астън Вила на 30 май 2015 година като помага на отбора да не допусне попадение и да спечели трофея. Арсенал печели мача с 4-0, а срещата се играе на Уембли. Бейерин изиграва 28 мача във всички състезания през сезона.

### Сезон 2015/16
На 17 юли Бейерин подписва нов дългосрочен договор с Арсенал.

## Национален отбор
Бейерин взима участие за отбора на Испания до 19 години на Европейското първенство до 19 години през 2013 година и стига до полуфиналите. На 30 март 2015 година дебютира за националния отбор на Испания до 19 години при победата в котролна среща над Беларус с 4-0. Срещата се играе в град Леон.

## Стил
Бейерин е известен със своята бързина. През 2014 година счупва рекорда на Тио Уолкът на 40 метра и става най-бързия играч в състава на Арсенал.

## Успехи

### Клубни

#### Арсенал
- ФА Къп: 2015
- Къмюнити Шийлд: 2015